# Milán-San Remo 1948
La Milán-San Remo 1949 fue la 39.ª edición de la Milán-San Remo. La carrera se disputó el 19 de marzo de 1948, siendo el vencedor final el italiano Fausto Coppi, que se impuso en solitario en la meta de San Remo. De esta manera, conseguía su segunda victoria en esta carrera.

## Clasificación final
| Posición | Ciclista          | Equipo             | Tiempo     |
| -------- | ----------------- | ------------------ | ---------- |
| 1        | Fausto Coppi      | Bianchi            | 7h 33' 20" |
| 2        | Vittorio Rossello | Viani              | + 5' 17"   |
| 3        | Fermo Camellini   | Metropole          | m. t.      |
| 4        | Olimpio Bizzi     | Viscontea          | + 8' 55"   |
| 5        | Italo de Zan      | Atala              | m. t.      |
| 6        | Sergio Maggini    | Wilier-Triestina   | m. t.      |
| 7        | Giordano Cottur   | Wilier-Triestina   | m. t.      |
| 8        | Bernard Gauthier  | Mercier-Hutchinson | m. t.      |
| 9        | Enzo Bellini      | Cimatti            | m. t.      |
| 10       | Mario Vicini      | Bianchi            | m. t.      |